# 走魂
『走魂』（そうこん）とは、日本テレビで2009年11月12日から2010年3月25日まで毎週木曜日25:08 - 25:38（JST）に放送されていたローソン一社提供のレギュラー バラエティ番組である。

## 出演者
- 小山慶一郎(NEWS)
- 加藤成亮(NEWS)
- 増田貴久(NEWS)
- 手越祐也(NEWS)

## 放送内容
- とにかく「走る」ことをテーマにNEWSのメンバー4人が様々な課題にチャレンジする番組である。
- ローソンの緑化事業と連携しており、毎回指令に応じてポイントを進呈し、そのポイントによって植樹が行われるようになっている。
- 挿入歌として『みんながいる世界をひとつに 愛をもっとGive & Takeしましょう』が、エンディングは『weeeek』が多く使われている。
- NEWSのイメージカラーがそれぞれの服に使われている。
- また、走魂とローソン商品がコラボしたCMが毎回流れる。（4パターンある。）

| 放送回 | 放送日   | テーマ(企画)                                                | その他コーナー               | 備考 | ポイント        |
| ------ | -------- | ----------------------------------------------------------- | ---------------------------- | --- | --------------- |
| 第1回  | 11月12日 | 日テレまで走れ!(約8.5km)                                    |                              | 4人とも直前まで何も知らされていなかった。 先にこの放送分を走って収録し、そのまま番組の記者会見をした。(メンバー談)                                 |                 |
| 第2回  | 11月19日 | 満足するまで4×100mリレーを走れ!                             | RUNNING GYM                  | 第一回分の収録翌日に収録(メンバー談) 小学生女子日本記録51秒32に挑戦                                                                                | 2ポイント       |
| 第3回  | 11月26日 | 食べた分だけ走れ! ひとくちカロリーマラソン                  | お願い 小山くん!             | 増田が舞台出演の為、早退。 | 3ポイント       |
| 第4回  | 12月03日 | 歩いてる人に4km走って勝て!!                                 | お願い 小山くん! RUNNING GYM | 20km競歩、日本記録保持者の柳沢哲とトラック10週(4km)を抜かれずにゴール出来るかを勝負 コーナー「お願い 小山くん!」に増田不在(舞台出演の為と思われる) | 3ポイント       |
| 第5回  | 12月10日 | 東京23区に架かる橋を全力疾走!                               |                              | 走り終えた後に橋の名称にかけたダジャレをそれぞれが言う                                                                                             | 4ポイント       |
| 第6回  | 12月17日 | フルマラソンを完走するため 自分の体を分析せよ!!             | お願い 小山くん!             | asicsで自分の体を徹底分析 | 3ポイント       |
| 第7回  | 12月24日 | 動物園をかっこよく走れ!                                     |                              | ロケ地の動物園の休園日の夕方に撮影(メンバー談) 園内を走りながら動物と一緒に写真撮影 後半に、加藤の100m走強化プロジェクト                           | 2ポイント       |
| 第8回  | 1月7日   | 加藤よ!10日後に100m走14秒台で走れ!                          |                              | 最後に測った記録は14秒89である。 | 5ポイント       |
| 第9回  | 1月14日  | 4×100mリレーをリベンジ!!                                    | RUNNING GYM                  | メンバー4人とコラボしたパンが1月19日より発売される事が発表された。                                                                                 | 4ポイント       |
| 第10回 | 1月21日  | ランナーにオススメ物件 最寄り駅から走れ!                    |                              | 2人ずつに分かれ走者と物件紹介をする | 2ポイント       |
| 第11回 | 1月28日  | 陸上競技で世界記録を樹立せよ!!                              |                              | 男子21m走・男子4段跳び・男子110mワンハードル・男子マラソン（421.95m）                                                                              | 4ポイント       |
| 第12回 | 2月4日   | 4人で力を合わせて走れ!東京マラソン駅伝                      |                              | EDが愛のマタドール |                 |
| 第13回 | 2月11日  | 4人で力を合わせて走れ!東京マラソン駅伝 後編                 |                              | EDがムラリスト | 5ポイント       |
| 第14回 | 2月18日  | 埼玉県ときがわ町で足の速い人を探せ!                         |                              | 4×100mリレー中学生女子日本記録の保持者の女の子登場。                                                                                               | 3ポイント       |
| 第15回 | 2月25日  | 都内のランナー向け オススメの階段を走れ!                    |                              | 大阪リレーマラソン出場決定!! | 2ポイント       |
| 第16回 | 3月4日   | 今回の走魂は走りません! 訳あって未公開!蔵出しVTRスペシャル! |                              | |                 |
| 第17回 | 3月11日  | 大阪フル・リレーマラソンで女子チームに勝て!!                |                              | |                 |
| 第18回 | 3月18日  | 大阪フル・リレーマラソンで女子チームに勝て!!完結編          |                              | | 5ポイント       |
| 第19回 | 3月25日  | 『走魂名言ランキング』を見ながら植樹地点まで走れ!           |                              | | 合計:47ポイント |

## コーナー
お願い 小山君！
- 「走る」に関する疑問をメンバーが検証
- 進行は小山、主な検証体験者は加藤と手越

| 放送回 | 放送日   | 内容                                             |
| ------ | -------- | ------------------------------------------------ |
| 第3回  | 11月26日 | 一番、気持ちいいゴールテープは何なのか？を検証   |
| 第4回  | 12月3日  | 一番、気持ちいいスタート音は何なのか？を検証     |
| 第6回  | 12月17日 | 一番、カッコいいマラソンのサングラスは何なのか？ |

RUNNING GYM
- ジムトークを行うコーナー
- 主にランニングマシーンで走りながら自己紹介など

| 放送回 | 放送日   | メンバー   |
| ------ | -------- | ---------- |
| 第2回  | 11月19日 | 手越・加藤 |
| 第4回  | 12月3日  | 小山・加藤 |
| 第9回  | 1月14日  | 小山・増田 |

走魂×NEWS4色パン
走魂とローソンがコラボレーションして考案した、限定商品。
その名の通り、4色のパンが入っている。
また、パンの中にブルーベリーやミルククリームなどが、入っている。
1月19日から2月上旬まで全国のローソン（一部地域を除く）で発売された。

## スタッフ
- 企画・演出：鈴木淳一
- 構成：榊暁彦、今村クニト、栗坂祐輝
- TM：古井戸博
- 技術協力：EAT
- 美術：中原晃一
- 美術協力：日テレアート
- CG：三田信二、谷篤
- 編集：大関秀雄、鈴木祐司
- MA：長谷川真哉
- 音効：高取謙
- TK：春日千佳子
- 広報：高木明子
- リサーチ：金田佑馬
- 協力：ジャニーズ事務所
- AD：神代尚一、生熊香織
- AP：柴田雅美、枝松治義
- ディレクター：山本雅一、田中真之、菊池泰子、常盤俊郎
- 演出：西原信行
- プロデューサー：中村博行、永井英樹、当麻康夫
- 制作協力：THE WORKS
- 制作：AX-ON
- チーフクリエイター：森實陽三
- 製作著作：日本テレビ